# Ogrjevno drvo
Ogrjevno drvo je drvo (deblo i granje) namijenjeno za grijanje prostorija. Radi se zimi i ljeti od stabala, dijelova stabala, odnosno komada, koji nisu tehnički uporabljivi (za celulozu, papir). Dijeli se na: 
- tvrdo oblo drvo bjelogorice (bukovina, grabovina, jasenovina, brjestovina, hrastovina, javorovina, klenovina, kestenovina, drvo voćaka),
- meko oblo drvo bjelogorice (brezovina, topolovina, vrbovina, johovina, lipovina) i
- meko drvo crnogorice (borovina, smrekovina i jelovina).[1]

## Ogrjevna vrijednost
Ogrjevna vrijednost ili ogrjevna moć je toplina oslobođena pri izgaranju goriva s kisikom pod standardnim uvjetima. Kemijska reakcija je obično između ugljikovodika i kisika, a kao rezultat dobivamo ugljikov dioksid, vodu i toplinu. Jedinice mogu biti: J/mol, J/kg, J/m3. Ogrjevna vrijednost se mjeri s kalorimetrom.
| Gorivo            | kJ/g  | kcal/g | BTU/lb |
| ----------------- | ----- | ------ | ------ |
| Vodik             | 141,9 | 33,9   | 61 000 |
| Benzin            | 47,0  | 11,3   | 20 000 |
| Dizel             | 45,0  | 10,7   | 19 300 |
| Etanol            | 29,7  | 7,1    | 12 000 |
| Propan            | 49,9  | 11,9   | 21 000 |
| Butan             | 49,2  | 11,8   | 21 200 |
| Ogrjevno drvo     | 15,0  | 3,6    | 6 000  |
| Ugljen (lignit)   | 15,0  | 4,4    | 8 000  |
| Ugljen (antracit) | 27,0  | 7,8    | 14 000 |
| Zemni plin        | 54,0  | 13,0   | 23 000 |

## Peći na ogrjevno drvo

### Kamini
Kamini su najstarije peći za grijanje s otvorenim ložištem. Zagrijavanje prostorije nastaje pretežno zračenjem topline. Stupanj iskoristivosti ovog grijanja jest svega od 10 do 15%, jer se najveći dio topline odvodi s dimnim plinovima kroz dimnjak. Grijanjem kaminom postizava se dobro provjetravanje, ali nedovoljno zagrijavanje prostorije. Kamini se danas rijetko upotrebljavaju, i to samo kao dodatno grijanje, a ponekad radi ukrasa (dekoracije).

### Peći s velikom akumulacijom topline ili kaljeve peći
Kaljeve peći se grade od posebnih keramičkih pločica i šamotnih opeka (odnosno ploča) u oblicima koji su prilagođeni različitim uvjetima i zahtjevima. Značajka je ovih peći da su stvaranje topline i odavanje topline vremenski pomaknuti. Dnevno se jedanput ili dva puta naloži ložište gorivom, koje će razmjerno u kratkom vremenu izgorjeti. Pri tome će se oslobođena toplina izgaranja upija (akumulirati) u zidovima peći. S povišenjem površinske temperature peći počinje postepeno odavanje topline zraku prostorije. Trajanja odavanja topline ovisi o debljini akumulacijske mase i veličini vanjske površine peći. Zbog velike mase koja sudjeluje pri izmjeni topline nije moguće s ovim pećima brzo ugrijati prostoriju, a niti su podesne za brzu regulaciju odavanja topline.

### Peći s malom akumulacijom topline
Željezna peć je peć s plaštem od lijevanog željeza ili čeličnog lima koja je s unutarnje strane obložena šamotom kako bi se zaštitila od prekomjernog zagrijavanja. Regulacija emisije topline u željeznim pećima postiže se reguliranjem dovoda zraka u ložište, čime se pospješuje ili usporava izgaranje goriva. Željezne su peći prikladne kako za kratkotrajni tako i za trajni pogon. Željezne se peći stalno usavršavaju. Nova nastojanja teže za što višim iskorištenjem topline dimnih plinova, i to različitim načinom njihovog vođenja.

## Vanjske poveznice
|  | Zajednički poslužitelj ima još gradiva o temi Ogrjevno drvo |

- Ogrjevno drvo Hrvatska tehnička enciklopedija, portal hrvatske tehničke baštine. LZMK